# Junonia palea
Junonia palea är en fjärilsart som beskrevs av Hans Fruhstorfer 1912. Junonia palea ingår i släktet Junonia och familjen praktfjärilar. Inga underarter finns listade i Catalogue of Life.